# وزارة العدل (سلطنة عمان)
وزارة العدل هيئة حكومية في سلطنة عمان. أنشئت في عام 1970، أندمجت مع وزارة الشؤون القانونية لتكون وزارة العدل والشؤون القانونية. الوزارة متميزة عن وزارة الشؤون القانونية ولها الأهداف التالية:
- تطوير النظام القضائي، وتأهيل القضاة وتدريبهم بما يحل محل العدالة
- تعزيز أخلاقيات القضاء وتعزيز أنظمته
- إجراء التفتيش القضائي وفق لائحة التفتيش القضائي
- تنظيم الشؤون الإدارية والمالية للمحاكم والإشراف عليها
- تنظيم إجراءات الخبرة بما يتوافق مع القوانين
- تنظيم وإدارة عمل كاتب العدل
- الإشراف على شؤون المحامين وفقاً للقواعد والأنظمة المعمول بها
- إعداد وإصدار اللوائح والأنظمة والقرارات ذات الصلة
- اقتراح مشروعات القوانين المتعلقة باختصاصات الوزارة
- العمل على التعاون الإقليمي والدولي في الشؤون القضائية
- إدارة واستثمار أملاك الأيتام والقصر للمحافظة عليها وفقاً للقواعد والإجراءات في هذا الشأن.